# المنظمة العالمية للحركة الكشفية
المنظمة العالمية للحركة الكشفية هي منظمة دولية غير حكومية تنظم النشاط الكشفي في معظم دول العالم، أسسها اللورد بادن باول عام 1920 ومشترك بها أكثر من 28 مليون عضو، مقرها الرئيسي في جنيف بسويسرا، وللمنظمة العالمية للحركة الكشفية ثلاثة أقسام رئيسية هي المؤتمر واللجنة والمكتب الرسمي.

## المؤتمر الكشفي العالمي
المؤتمر الكشفي العالمي هو الجمعية العامة للحركة الكشفية في العالم وهو الهيئة العليا للمنظمة الكشفية العالمية ويتشكل من كل أعضاء هذه المنظمة التي تضم 172بلدا.
أعضاء المنظمة العالمية للحركة الكشفية هم الجمعيات الكشفية الوطنية المعترف بها من المؤتمر الكشفي العالمي ولا يعترف إلا بجمعية كشفية واحدة في كل دولة وفي حالة تعدد الجمعيات لابد من تشكيل فيدرالية واحدة تجمع هذه الجمعيات المختلفة على مستوى وطني وتمثلها في المنظمة الكشفية العالمية والمؤتمر الكشفي العالمي.
تمثل الجمعيات الاعضاء في المؤتمر الكشفي العالمي بستة (6) ممثلين على الأكثر. كما يمكن مشاركة ملاحظين مرخصين من جمعيتهم الوطنية.
يجتمع المؤتمر الكشفي العالمي مرة كل ثلاث سنوات في دورة عادية وقد يجتمع استثنائيا بقرار من اللجنة الكشفية العالمية أو بطلب منثلث الأعضاء.
يقوم المؤتمر الكشفي العالمي بانتخاب أعضاء اللجنة الكشفية العالمية واستقبال المنظمات الاعضاء الجدد بالمنظمة وتحديد أماكن انعقاد الأنشطة العالمية الكبرى مثل الجمبوري العالمي والمؤتمرات العالمية وندوات الشباب الكشفي العالمي والمخيم العالمي للجوالة.

### مهام المؤتمر الكشفي العالمي حسب دستور المنظمة
- دراسة سياسة وضوابط الحركة الكشفية عبر العالم واتخاذ كل التدابير التي تساهم في خدمة هدف المنظمة الكشفية العالمية.
- تحديد السياسة العامة للمنظمة الكشفية العالمية.
- دراسة طلبات الانضمام للمنظمة وتقرر بشأن توقيف العضويات.
- الإشراف على الانتخابات الداخلية.
- دراسة التقارير والتوصيات المقدمة من طرف اللجنة الكشفية العالمية.
- دراسة التوصيات المقدمة من الجمعيات الأعضاء.
- دراسة مقترحات التعديلات على دستور المنظمة وعلى النظام الداخلي.
- ممارسة الوظائف الأخرى المحددة وفقا للدستور والنظام الداخلي للمنظمة.

### قائمة بالدول التي إحتوت المؤتمر العالمي الكشفي
| التاريخ | العدد                                   | الموقع                     | الدولة                          | البلدان الأعضاء | الدول المضيفة المرشحة     |
| ------- | --------------------------------------- | -------------------------- | ------------------------------- | --------------- | ------------------------- |
| 1920    | المؤتمر الكشفي العالمي الأول            | لندن                       | المملكة المتحدة                 | 33              |                           |
| 1922    | المؤتمر الكشفي العالمي الثاني           | باريس                      | فرنسا                           | 30              |                           |
| 1924    | المؤتمر الكشفي العالمي الثالث           | كوبنهاغن                   | الدنمارك                        | 34              |                           |
| 1926    | المؤتمر الكشفي العالمي الرابع           | كانديرستيج                 | سويسرا                          | 29              |                           |
| 1929    | المؤتمر الكشفي العالمي الخامس           | بيركينهيد                  | المملكة المتحدة                 | 33              |                           |
| 1931    | المؤتمر الكشفي العالمي السادس           | بادن                       | أستراليا                        | 44              |                           |
| 1933    | المؤتمر الكشفي العالمي السابع           | غودولو                     | هنغاريا                         | 31              |                           |
| 1935    | المؤتمر الكشفي العالمي الثامن           | ستوكهولم                   | السويد                          | 28              |                           |
| 1937    | المؤتمر الكشفي العالمي التاسع           | لاهاي                      | هولندا                          | 34              |                           |
| 1939    | المؤتمر الكشفي العالمي العاشر           | ادنبره                     | المملكة المتحدة                 | 27              |                           |
| 1947    | المؤتمر الكشفي العالمي الحادي عشر       | Château de Rosny-sur-Seine | فرنسا                           | 32              |                           |
| 1949    | المؤتمر الكشفي العالمي الثاني عشر       | Elvesaeter                 | النرويج                         | 25              |                           |
| 1951    | المؤتمر الكشفي العالمي الثالث عشر       | سالزبورغ                   | أستراليا                        | 34              |                           |
| 1953    | المؤتمر الكشفي العالمي الرابع عشر       | فادوز                      | ليختنشتاين                      | 35              |                           |
| 1955    | المؤتمر الكشفي العالمي الخامس عشر       | نياجارا فولز (أونتاريو)    | كندا                            | 44              |                           |
| 1957    | المؤتمر الكشفي العالمي السادس عشر       | كامبريدج                   | المملكة المتحدة                 | 52              |                           |
| 1959    | المؤتمر الكشفي العالمي السابع عشر       | نيو دلهي                   | الهند                           | 35              |                           |
| 1961    | المؤتمر الكشفي العالمي الثامن عشر       | لشبونة                     | البرتغال                        | 50              |                           |
| 1963    | المؤتمر الكشفي العالمي التاسع عشر       | رودس                       | اليونان                         | 52              |                           |
| 1965    | المؤتمر الكشفي العالمي العشرون          | مكسيكو سيتي                | المكسيك                         | 59              |                           |
| 1967    | المؤتمر الكشفي العالمي الحادي والعشرون  | سياتل                      | الولايات المتحدة                | 70              |                           |
| 1969    | المؤتمر الكشفي العالمي الثاني والعشرون  | Otaniemi                   | فنلندا                          | 64              |                           |
| 1971    | المؤتمر الكشفي العالمي الثالث والعشرون  | طوكيو                      | اليابان                         | 71              |                           |
| 1973    | المؤتمر الكشفي العالمي الرابع والعشرون  | نيروبي                     | كينيا                           | 77              |                           |
| 1975    | المؤتمر الكشفي العالمي الخامس والعشرون  | Lundtoft                   | الدنمارك                        | 87              |                           |
| 1977    | المؤتمر الكشفي العالمي السادس والعشرون  | مونتريال                   | كندا                            | 81              |                           |
| 1979    | المؤتمر الكشفي العالمي السابع والعشرون  | برمنغهام                   | المملكة المتحدة                 | 81              |                           |
| 1981    | المؤتمر الكشفي العالمي الثامن والعشرون  | داكار                      | السنغال                         | 74              |                           |
| 1983    | المؤتمر الكشفي العالمي التاسع والعشرون  | ديربورن                    | الولايات المتحدة                | 90              |                           |
| 1985    | المؤتمر الكشفي العالمي الثلاثون         | ميونيخ                     | قالب:بيانات بلد المانيا الغربية | 93              |                           |
| 1988    | المؤتمر الكشفي العالمي الحادي والثلاثون | ملبورن                     | أستراليا                        | 77              |                           |
| 1990    | المؤتمر الكشفي العالمي الثاني والثلاثون | باريس                      | فرنسا                           | 100             |                           |
| 1993    | المؤتمر الكشفي العالمي الثالث والثلاثون | Sattahip                   | تايلاند                         | 99              |                           |
| 1996    | المؤتمر الكشفي العالمي الرابع والثلاثون | أوسلو                      | النرويج                         | 108             |                           |
| 1999    | المؤتمر الكشفي العالمي الخامس والثلاثون | ديربان                     | جنوب أفريقيا                    | 116             |                           |
| 2002    | المؤتمر الكشفي العالمي السادس والثلاثون | سالونيك                    | اليونان                         | 125             |                           |
| 2005    | المؤتمر الكشفي العالمي السابع والثلاثون | الحمامات                   | تونس                            | 122             | هونغ كونغ                 |
| 2008    | المؤتمر الكشفي العالمي الثامن والثلاثون | جيجو (مقاطعة مستقلة خاصة)  | كوريا الجنوبية                  | 150             |                           |
| 2011    | المؤتمر الكشفي العالمي التاسع والثلاثون | كوريتيبا                   | البرازيل                        | 138             | أستراليا هونغ كونغ سويسرا |
| 2014    | المؤتمر الكشفي العالمي الأربعون         | ليوبليانا                  | سلوفينيا                        | 143             | إيطاليا                   |
| 2017    | المؤتمر الكشفي العالمي الحادي والأربعون | باكو                       | أذربيجان                        |                 | ماليزيا                   |

## اللجنة الكشفية العالمية
اللجنة الكشفية العالمية هي الهيئة التنفيذية للمؤتمر الكشفي العالمي وتتكون من أشخاص منتخبين متطوعين. تمثل اللجنة الكشفية العالمية المؤتمر الكشفي العالمي وتنظم اجتماعات ومؤتمرات كاملة. اللجنة الكشفية العالمية هي المسؤولة عن تنفيذ قرارات المؤتمر الكشفي العالمي وتتصرف نيابة عنها في اجتماعاتها. تجتمع اللجنة مرتين في السنة، وعادة يكون الاجتماع في جنيف. اللجنة التوجيهية، تتألف من رئيس ونائبين للرئيس والأمين العام، ويجتمع حسب الحاجة.
تضم اللجنة 14 عضوا. الإثني عشر، كل من بلد مختلف، ينتخبون لمدة ثلاث سنوات من قبل المؤتمر الكشفي العالمي. الأعضاء المنتخبون بغض النظر عن جنسيتهم، يمثلون مصلحة الحركة ككل، وليس أولئك من بلادهم. الأمين العام وأمين الصندوق من المنظمة الكشفية العالمية هم أعضاء بحكم مناصبهم في اللجنة. رؤساء اللجان الكشفية الإقليمية المشاركة موجودن بصفة استشارية في اجتماعات اللجنة الكشفية العالمية.
وقد وضعت اللجنة الكشفية العالمية مسارات ثد تصل لمعالجة الأولويات الاستراتيجية العليا، على النحو المحدد في المؤتمر الكشفي العالمي، والتي في الوقت الحاضر ما يلي:
- مشاركة الشباب.
- المتطوعين في الكشافة.
- الملف الشخصي الكشفية (الاتصالات والشراكات والموارد).

وتشمل اللجان الدائمة:
- التدقيق.
- الميزانية.
- الدساتير.
- الجوائز ومراتب الشرف.
- العمل مع الأخرين- اللجنة الاستشارية في المنظمة الكشفية العالمية والجمعية العالمية للمرشدات وفتيات الكشافة، وتتألف من أعضاء / المجلس العالمي للجنة العالمية للمنظمتين.
- فرقة العمل لعام 2007 إحتفلت بالذكرى السنوية المئة من الكشافة، تتألف من أعضاء اللجنة الكشفية العالمية، المكتب الكشفي العالمي، المؤسسة العالمية للكشافة، وجمعية الكشافة في المملكة المتحدة.

### الأعضاء الحاليين في اللجنة الكشفية العالمية
| الاسم                  | الدولة                                | يتبع |
| ---------------------- | ------------------------------------- | ---- |
| جواو أرماندو غونسالفيس | Chairman, Portugal                    | 2017 |
| جميما نارتي            | غانا                                  | 2017 |
| Daniel Ownby           | الولايات المتحدة                      | 2017 |
| Karin Ahlbäck          | فنلندا                                | 2017 |
| عبد الله الفهد         | المملكة العربية السعودية              | 2017 |
| Marcel Blaguet Ledjou  | ساحل العاج                            | 2017 |
| Peter Blatch           | أستراليا                              | 2017 |
| Fernando Brodeschi     | البرازيل                              | 2017 |
| Lidija Pozaic Frketic  | كرواتيا                               | 2017 |
| ماري ناكانو            | اليابان                               | 2017 |
| Craig Turpie           | المملكة المتحدة                       | 2017 |
| Bagrat Yesayan         | أرمينيا                               | 2017 |
| Scott Teare            | الأمين العام للمنظمة الكشفية العالمية |      |
| Olivier P. Dunant      | أمين الصندوق، سويسرا                  |      |

- ملاحظة: قرر المؤتمر الكشفي العالمي في عام 2008 على أن يبدأ في المؤتمر العالمي في عام 2011، ويتم انتخاب الأعضاء كل ثلاثة سنوات فقط، ولكن يجوز إعادة انتخابه لفترة إضافية واحدة.

## وسام الذئب البرونزي
وسام الذئب البرونزي هو الفرق الوحيد التي تمنحها المنظمة الكشفية العالمية، والذي يتم منحه من اللجنة الكشفية العالمية للخدمات استثنائية للكشاف العالمي. منحت لأول مرة إلى بادن باول بقرار بالإجماع آنذاك في اللجنة الدولية سابقا واليوم تسمى مؤسسة الذئب البرونزي وكان ذلك في ستوكهولم في عام 1935.

## المكتب الكشافة العالمي

يقع المقر الرئيسي للمكتب الكشفي العالمي في جنيف، سويسرا وله مكاتب في ستة أقسام الإقليمية:
الإقليم الأوروبي: جنيف، سويسرا; بروكسل, بلجيكا وبلغراد، صربيا
الإقليم العربي: القاهرة، مصر
الإقليم الأفريقي: نيروبي; كيب تاون، جنوب أفريقيا; و داكار, السنغال
الإقليم الآسيوي الباسيفيكي: ماكاتي, الفلبين; أستراليا; نيبال; و طوكيو, اليابان
الإقليم في الأمريكيتين: بنما
الإقليم اليوروآسيوي: كييف، أوكرانيا
المناطق الرمادية مثل لاوس وكوبا لاتوجد بها كشافة

وهو الأمانة العامة للمنظمة وينفذ تعليمات كل من المؤتمر واللجنة ويدير المكتب سكرتير عام تعينه اللجنة، أسس المكتب في لندن عام 1920 ثم نقل بعد ذلك إلى أوتاوا بكندا عام 1959 وأخيرا نفل إلى جنيف بسويسرا عام 1968, وللمكتب ست فروع أقليمية هي:
1. الأقليم العربي: القاهرة مصر
2. الأقليم الأوربي: جنيف سويسرا، بروكسل بلجيكا
3. الأقليم الأفريقي: نيروبي كينيا، كيب تاون جنوب أفريقيا، داكار السنغال
4. الأقليم الأسيوي الباسفيكي: ماكاتي الفلبين، أستراليا، طوكيو اليابان
5. الأقليم الأمريكي: سانتياجو تشيلي
6. الأقليم الأوروأسيوي: جورزوف بالقرب من يالطا أوكرانيا، موسكو روسيا

## وصلات خارجية
- الموقع الرسمي
- الخيمة الكشفية- أكبر تجمع كشفي